# Mortes em agosto de 2025
Mortes em 2025: ← Janeiro – Fevereiro – Março – Abril – Maio – Junho – Julho – Agosto – Setembro – Outubro – Novembro – Dezembro →
Esta é uma relação de pessoas notáveis que morreram durante o mês de agosto de 2025, listando nome, nacionalidade, ocupação e ano de nascimento.

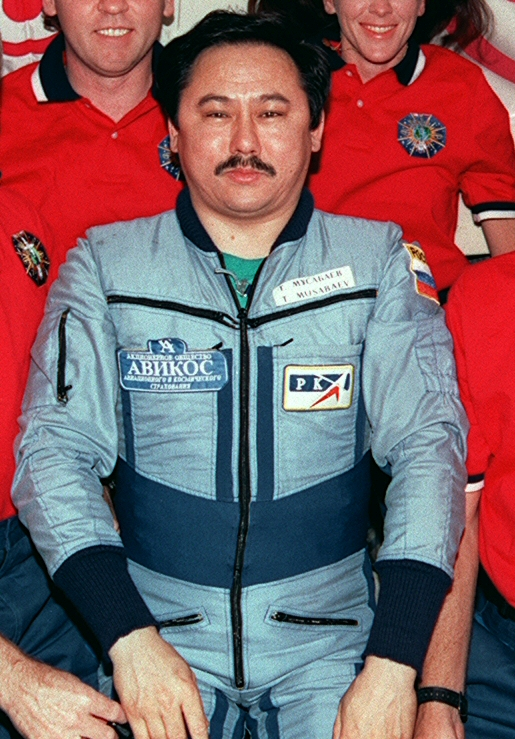
Talgat Musabayev, cosmonauta cazaque.

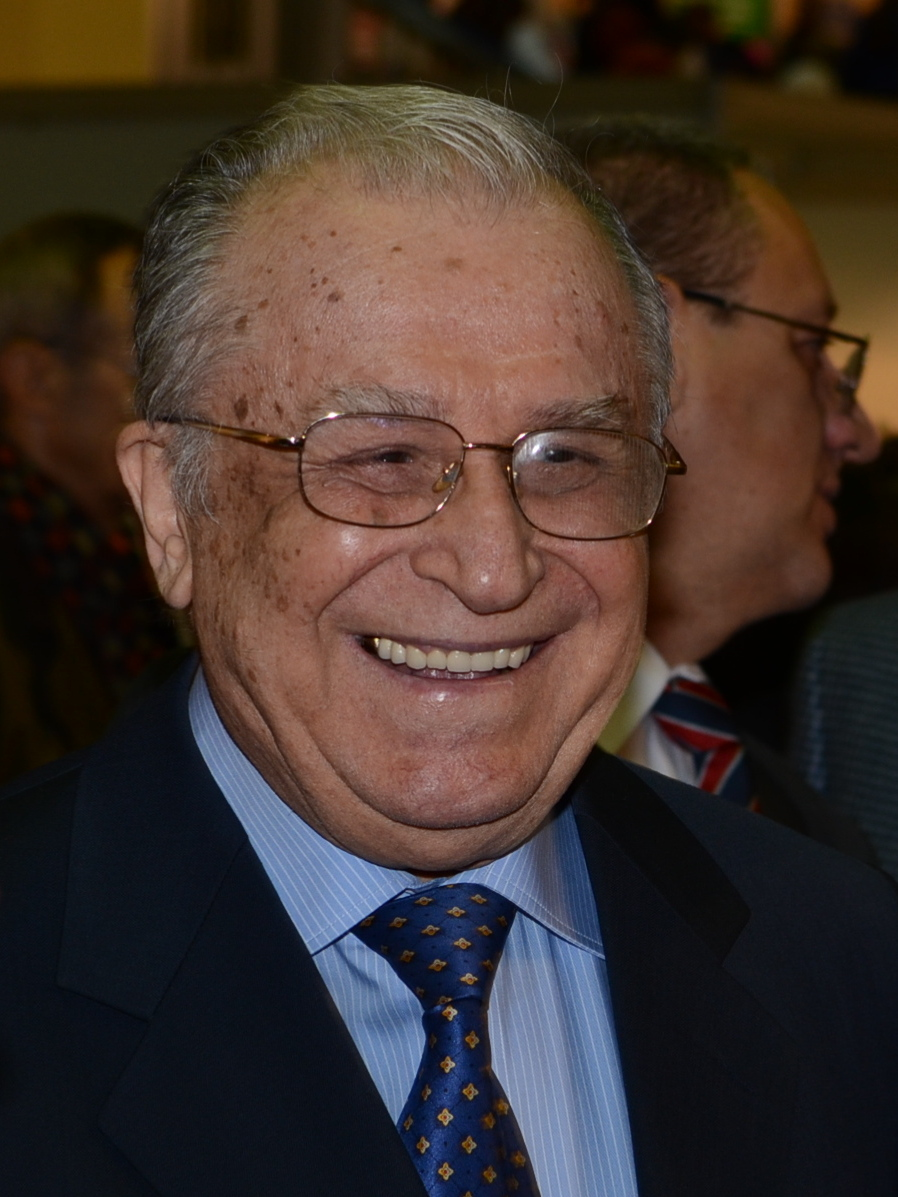
Ion Iliescu, político romeno.

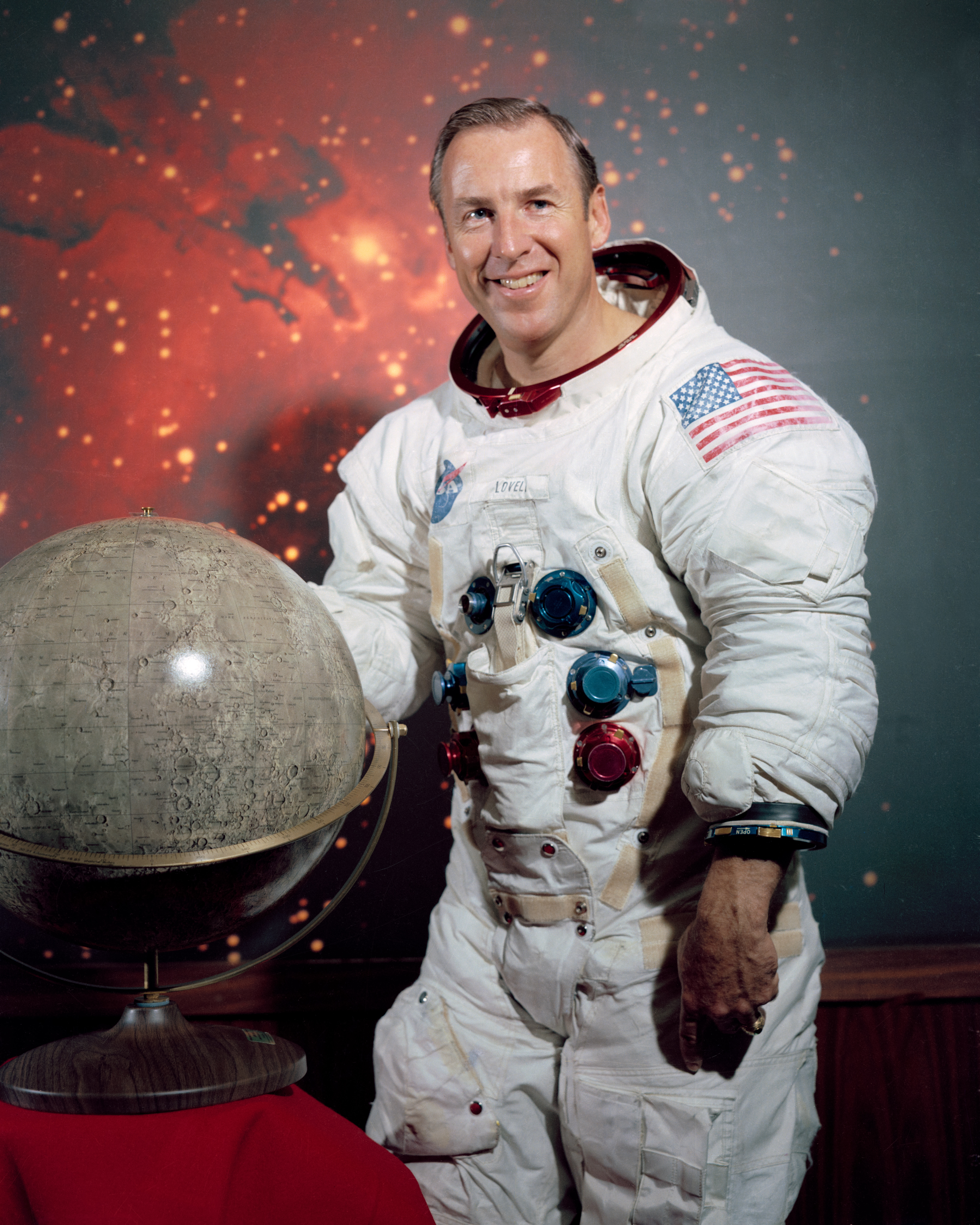
Jim Lovell, astronauta estadunidense.

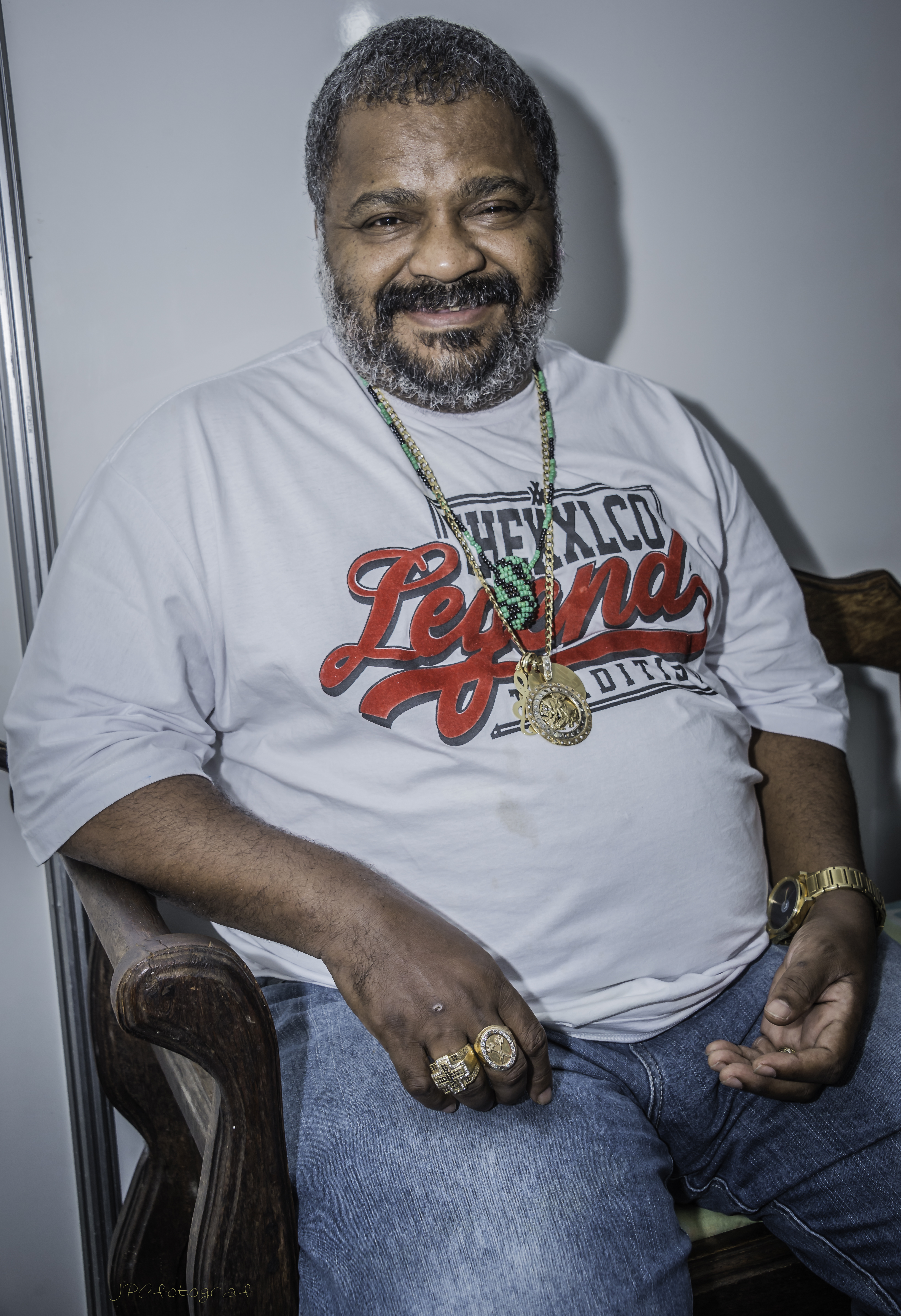
Arlindo Cruz, cantor e compositor brasileiro.

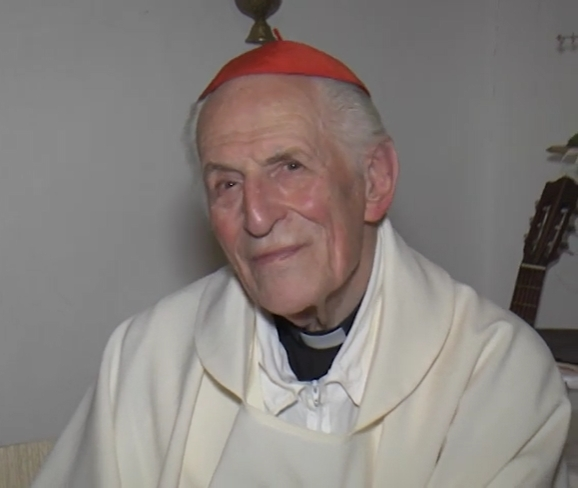
Estanislao Esteban Karlic, prelado argentino.

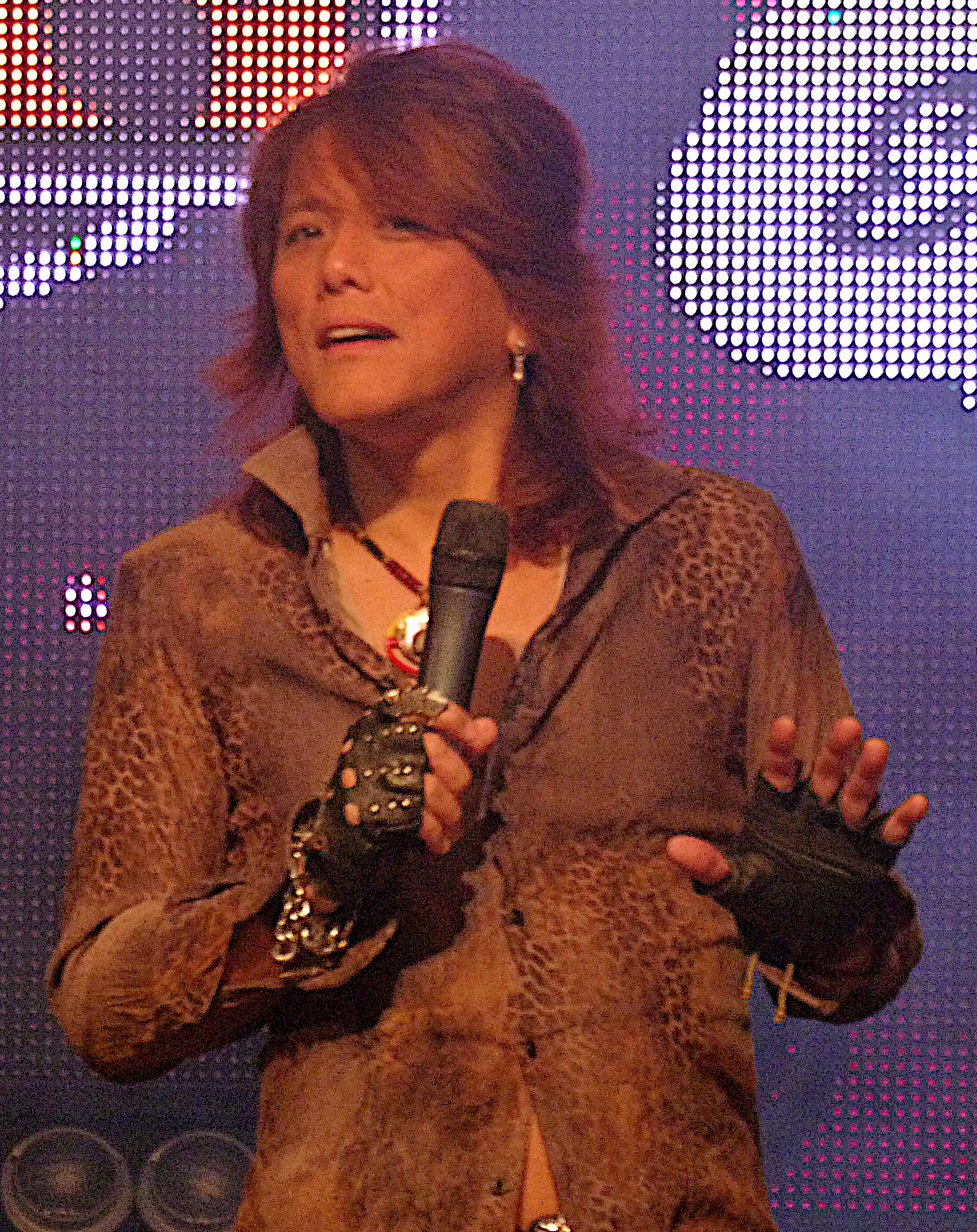
NoB, cantor japonês.

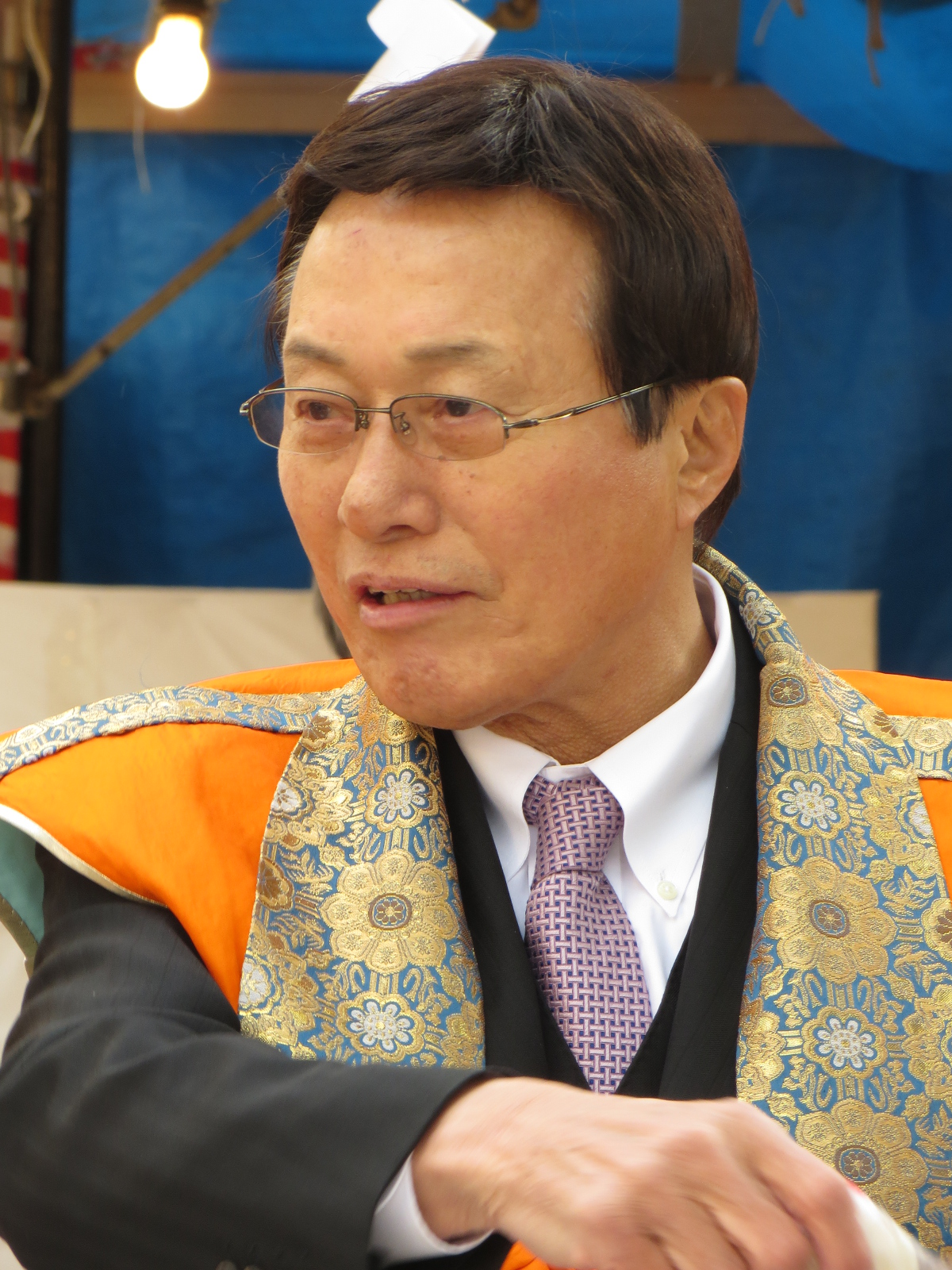
Kunishige Kamamoto, futebolista e político japonês.

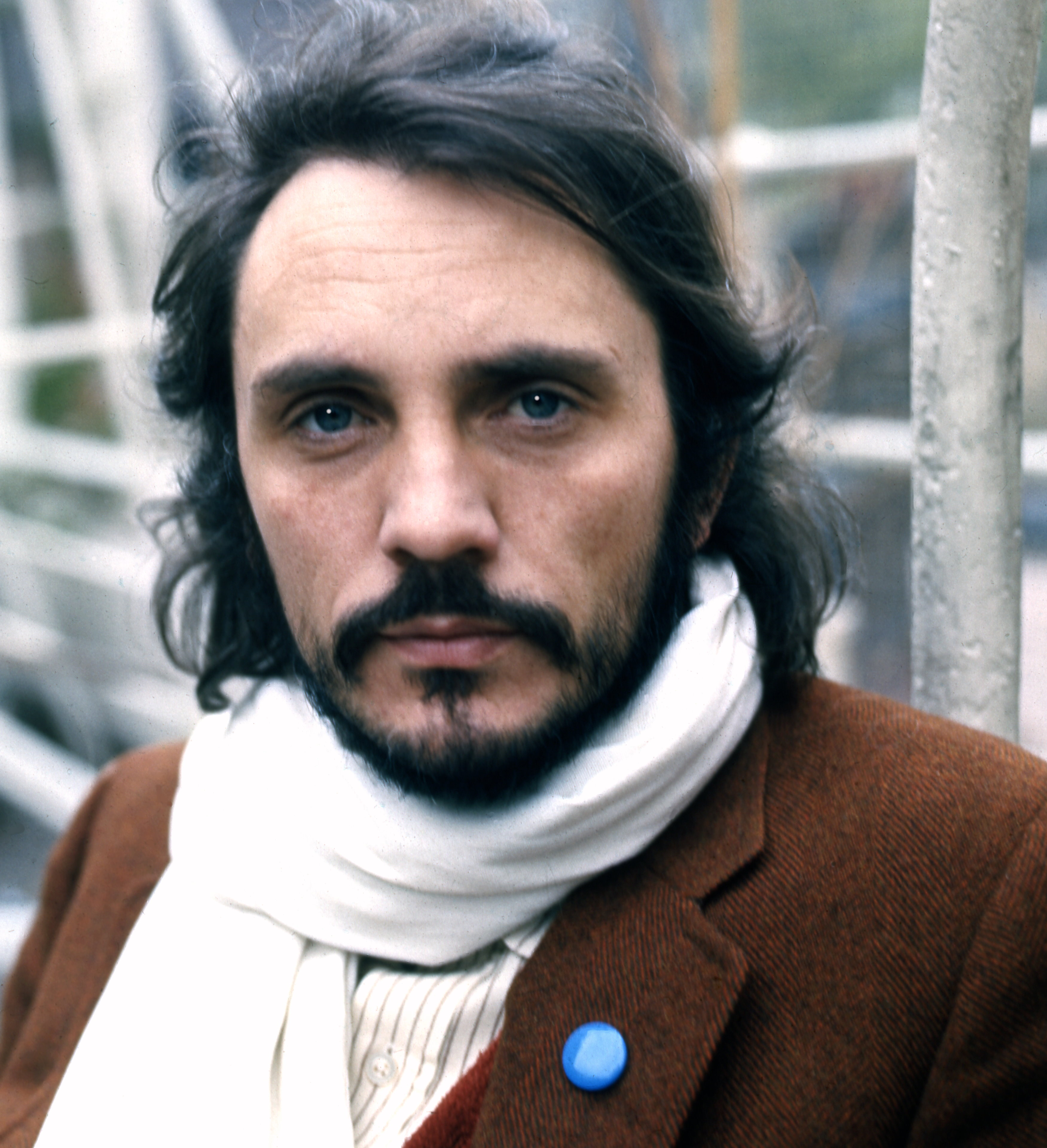
Terence Stamp, ator britânico.

| Dia | Nome                              | Profissão ou motivo de reconhecimento             | Nacionalidade                | Nasc. | Ref    |
| --- | --------------------------------- | ------------------------------------------------- | ---------------------------- | ----- | ------ |
| 1   | Paes                              | Futebolista                                       | Brasil/ Equador              | 1936  | [ 1 ]  |
| 2   | José Roberto Guzzo                | Jornalista                                        | Brasil                       | 1943  | [ 2 ]  |
| 2   | Howie Tee                         | DJ e produtor musical                             | Reino Unido                  | 1964  | [ 3 ]  |
| 2   | Ariovaldo Umbelino de Oliveira    | Geógrafo                                          | Brasil                       | 1947  | [ 4 ]  |
| 3   | Rhoda Kalema                      | Política                                          | Uganda                       | 1929  | [ 5 ]  |
| 3   | Ercole Spada                      | Designer de automóveis                            | Itália                       | 1937  | [ 6 ]  |
| 3   | Hilary Weston                     | Política e empresária                             | Irlanda/ Canadá              | 1942  | [ 7 ]  |
| 3   | Loni Anderson                     | Atriz                                             | Estados Unidos               | 1945  | [ 8 ]  |
| 3   | Stella Rimington                  | Escritora                                         | Reino Unido                  | 1935  | [ 9 ]  |
| 3   | Margaret W. Rossiter              | Historiadora                                      | Estados Unidos               | 1944  | [ 10 ] |
| 4   | Marco Bonamico                    | Basquetebolista                                   | Itália                       | 1957  | [ 11 ] |
| 4   | Talgat Musabayev                  | Cosmonauta                                        | União Soviética/ Cazaquistão | 1951  | [ 12 ] |
| 4   | Tor Åge Bringsværd                | Dramaturgo                                        | Noruega                      | 1939  | [ 13 ] |
| 4   | Mario del Valle Moronta Rodríguez | Prelado                                           | Venezuela                    | 1949  | [ 14 ] |
| 4   | Terry Reid                        | Músico                                            | Reino Unido                  | 1949  | [ 15 ] |
| 5   | Jorge Costa                       | Futebolista                                       | Portugal                     | 1971  | [ 16 ] |
| 5   | Ion Iliescu                       | Político                                          | Roménia                      | 1930  | [ 17 ] |
| 5   | Ove Kindvall                      | Futebolista                                       | Suécia                       | 1943  | [ 18 ] |
| 5   | Frank Mill                        | Futebolista                                       | Alemanha                     | 1958  | [ 19 ] |
| 5   | Snyder Rini                       | Político                                          | Ilhas Salomão                | 1948  | [ 20 ] |
| 5   | Robin Lakoff                      | Linguista                                         | Estados Unidos               | 1942  | [ 21 ] |
| 6   | Mário Júlio de Almeida Costa      | Professor e político                              | Portugal                     | 1927  | [ 22 ] |
| 6   | Carlos Lemos                      | Arquiteto                                         | Brasil                       | 1925  | [ 23 ] |
| 7   | Myint Swe                         | Político                                          | Myanmar                      | 1951  | [ 24 ] |
| 7   | Jim Lovell                        | Astronauta                                        | Estados Unidos               | 1928  | [ 25 ] |
| 7   | Rosa Gauditano                    | Fotógrafa                                         | Brasil                       | 1955  | [ 26 ] |
| 7   | Nana Konadu Yiadom III            | Rainha-mãe                                        | Gana                         | 1927  | [ 27 ] |
| 8   | Arlindo Cruz                      | Cantor e compositor                               | Brasil                       | 1958  | [ 28 ] |
| 8   | Estanislao Esteban Karlic         | Prelado                                           | Argentina                    | 1926  | [ 29 ] |
| 9   | Steve Shirley                     | Empresária e filantropa                           | Alemanha/ Reino Unido        | 1933  | [ 30 ] |
| 9   | NoB                               | Cantor                                            | Japão                        | 1964  | [ 31 ] |
| 10  | Kunishige Kamamoto                | Futebolista e político                            | Japão                        | 1944  | [ 32 ] |
| 10  | Anas Al-Sharif                    | Jornalista, videorrepórter e terrorista           | Palestina                    | 1996  | [ 33 ] |
| 10  | Bobby Whitlock                    | Músico e compositor                               | Estados Unidos               | 1948  | [ 34 ] |
| 10  | Jhon F. Brady                     | Político e repórter                               | Estados Unidos               | 1959  | [ 35 ] |
| 11  | Miguel Uribe Turbay               | Advogado e político                               | Colômbia                     | 1986  | [ 36 ] |
| 11  | Victor Nussenzweig                | Médico e pesquisador                              | Brasil                       | 1928  | [ 37 ] |
| 11  | Natan Brito                       | Cantor, compositor, produtor musical e arranjador | Brasil                       | 1963  | [ 38 ] |
| 11  | Sheila Jordan                     | Cantora                                           | Estados Unidos               | 1928  | [ 39 ] |
| 11  | Benő Káposzta                     | Futebolista                                       | Hungria                      | 1942  | [ 40 ] |
| 12  | Nel Hedye Beltrán Santamaria      | Prelado                                           | Colômbia                     | 1941  | [ 41 ] |
| 13  | Emanuel Jardim Fernandes          | Político                                          | Portugal                     | 1944  | [ 42 ] |
| 13  | Valdemir de Castro                | Político e radialista                             | Brasil                       | 1964  | [ 43 ] |
| 14  | Bernardo Ruiz                     | Ciclista                                          | Espanha                      | 1925  | [ 44 ] |
| 14  | Mário Martins                     | Produtor musical                                  | Portugal                     | 1934  | [ 45 ] |
| 14  | Hansō Sōshitsu                    | Chefe de família                                  | Japão                        | 1923  | [ 46 ] |
| 14  | Paulo Sérgio Almeida              | Diretor de cinema                                 | Brasil                       | 1945  | [ 47 ] |
| 14  | Teresa Caeiro                     | Política                                          | Portugal                     | 1969  | [ 48 ] |
| 14  | Michael N. Castle                 | Político                                          | Estados Unidos               | 1949  | [ 49 ] |
| 14  | Mats Wahl                         | Escritor                                          | Suécia                       | 1945  | [ 50 ] |
| 15  | Greg Iles                         | Romancista                                        | Alemanha/ Estados Unidos     | 1960  | [ 51 ] |
| 16  | Joaquim Oliveira                  | Empresário                                        | Portugal                     | 1947  | [ 52 ] |
| 16  | Fernando Cruz                     | Futebolista                                       | Portugal                     | 1940  | [ 53 ] |
| 16  | Pippo Baudo                       | Apresentador de televisão                         | Itália                       | 1936  | [ 54 ] |
| 17  | Terence Stamp                     | Ator                                              | Reino Unido                  | 1938  | [ 55 ] |
| 17  | Gayle Cook                        | Executiva                                         | Estados Unidos               | 1934  | [ 56 ] |
| 17  | Julio César León                  | Ciclista                                          | Venezuela                    | 1925  | [ 57 ] |
| 17  | Milton Barbosa                    | Político e pastor                                 | Brasil                       | 1954  | [ 58 ] |
| 17  | Marcelo Bianconi                  | Jornalista                                        | Brasil                       | 1956  | [ 59 ] |
| 17  | Niilo Halonen                     | Esquiador                                         | Finlândia                    | 1940  | [ 60 ] |
| 18  | Tendai Ndoro                      | Futebolista                                       | Zimbabwe                     | 1985  | [ 61 ] |
| 19  | Razak Omotoyossi                  | Futebolista                                       | Nigéria/ Benim               | 1985  | [ 62 ] |
| 19  | Eemeli Peltonen                   | Político                                          | Finlândia                    | 1994  | [ 63 ] |